# Neofundulus guaporensis
Neofundulus guaporensis es un pez de la familia de los rivulinos en el orden de los ciprinodontiformes.

## Distribución geográfica
Se encuentran en Sudamérica.